# Pseudo-Aristotele
Pseudo-Aristotele è il nome convenzionale dato ai reali ma sconosciuti autori di una serie di opere filosofiche o trattati di medicina attribuiti in precedenza al filosofo greco Aristotele.

## Storia
Le prime opere pseudo-aristoteliche risalgono ai membri della scuola peripatetica e attribuite al Maestro per affinità di contenuto, anche se fu durante il Medioevo che molti trattati circolarono sotto il nome dello Stagirita; infatti, poiché Aristotele aveva prodotto tante opere su una notevole varietà di argomenti, molti scrittori, in diversi contesti e in particolare europei medievali, del Nord Africa e del mondo arabo, utilizzarono il suo nome per garantire ad esse ampia circolazione, visto che Aristotele veniva considerato come uno degli scrittori antichi più autorevoli dai dotti dell'Europa cristiana e dell'islam.
Non è chiaro, tuttavia, se in genere l'attribuzione ad Aristotele di un'opera successiva venne fatta dal suo autore o da altri che cercarono di diffondere tali opere utilizzando il suo nome.
Nel Medioevo erano in circolazione più di un centinaio di opere pseudo-aristoteliche, che possono essere suddivise in tre gruppi in base alla lingua originale utilizzata per la redazione dell'opera, ovvero latino, greco o arabo. 
La categoria di opere in latino è la più modesta, mentre le opere in arabo sono più numerose. Molte opere inizialmente scritte in arabo vennero tradotte in latino nel Medioevo. La maggioranza di queste riguarda temi di occultismo come alchimia, astrologia, chiromanzia e fisiognomia; altre trattavano soggetti filosofici greci, il più delle volte ispirandosi al platonismo e al neoplatonismo piuttosto che al pensiero di Aristotele. L'arabo Secretum secretorum, ad esempio, fu di gran lunga il lavoro pseudo-aristotelico più popolare e fu più ampiamente diffuso di tutte le opere autentiche di Aristotele.
Tra le opere attribuite ad Aristotele ed entrate nel suo corpus vi sono i Problemata, De mirabilibus auscultationibus, De mundo (IV e III secolo a.C.), Retorica ad Alessandro, Physiognomica (circa 300 a.C.), De Melisso Xenophane et Gorgia, Economico, Grande Etica, De coloribus.
Di origine medievale e moderna, invece, Secretum secretorum, Teologia di Aristotele,  De proprietatibus elementorum (IX e X secolo), Liber de causis.
Attribuito ad Aristotele è stato addirittura un manuale sul sesso pubblicato per la prima volta nel 1684 e divenuto molto popolare in Inghilterra, ancora in vendita all'inizio del XX secolo e che fu probabilmente il libro più ristampato su un argomento medico nel XVIII e all'inizio del XIX secolo.